# Ariane (Q100)
Lo Ariane (Q100) è stato un sommergibile della classe Amphitrite in forza alla Marine nationale francese durante la prima guerra mondiale.

## Storia
Settima unità delle 8 della Classe Amphitrite, la costruzione del sommergibile a doppio scafo Ariane fu autorizzata con il bilancio del 1909,  e ordinata nell'agosto 1911. L'unità, il cui nome fu ufficializzato solo il 30 maggio 1913, fu impostata presso l'Arsenale di Cherbourg l'8 gennaio 1912, e varata il 5 settembre 1914, a prima guerra mondiale già iniziata.

## Tecnica
L'Ariane era un sottomarino oceanico di medie dimensioni a doppio scafo. La lunghezza totale era di 53,9 metri, la larghezza raggiungeva i 5,4 metri e il pescaggio arrivava a 3,3 metri. Il dislocamento in superficie era di 414 tonnellate, e arrivava a 609 tonnellate in immersione. La propulsione era assicurata in superficie da due motori diesel MAN a due tempi (costruiti su licenza della società francese Loire) eroganti una potenza complessiva di 800 hp, mentre quella in immersione era fornita da due motori elettrici Nancy eroganti una potenza totale di 700 hp. Il doppio sistema propulsivo consentiva di raggiungere una velocità massima in superficie di 13 nodi, e di 9,5 nodi in immersione.  L'autonomia era di 1.300 miglia nautiche a 10 nodi in superficie, e 100 miglia nautiche a 5 nodi in immersione.
L'armamento era composto da otto tubi lanciasiluri esterni da 450 mm: due posti a prua e sei del sistema Drzewiecki centro nave, per un totale di 8 siluri. L'armamento era costituito da 1 cannone 47 mm L/50 M1902.
L'equipaggio della nave era composto da 29 tra ufficiali, sottufficiali e marinai.

## Impiego operativo
L'Ariane compì le prove ufficiali di accettazione l'8 dicembre 1915, ed entrò in servizio con il distintivo ottico Q-100 il 4 aprile 1916, assegnato alla 2éme Escadrille de sous-marins di Biserta, in Tunisia. Salpata da Tolone l'unità eseguì una crociera operativa nel Mare Adriatico, raggiungendo quindi Biserta a causa di una avaria a un motore diesel. il 23 ottobre 1916 entrò nel bacino di carenaggio della base navale di Biserta, venendo quindi assegnata alla Escadrille de chasse il 17 gennaio 1917. Dopo aver terminato le riparazioni al motore diesel di tribordo, con la sostituzione di due cilindro e due pistoni, alle 10:00 di mattina del 18 giugno l'Ariane salpò da Biserta al comando del tenente di vascello Léon Marie Joseph Viort, contemporaneamente al Cugnot, che doveva svolgere esercitazioni di addestramento sotto la scorta della torpediniera Bourrasque. Il giorno successivo, alle 5:58, l'Ariane fu sorpreso in superficie del sottomarino tedesco UC-22 (Kapitanleütnant Heino von Heimburg) davanti a Biserta, a nord di Capo Bon, e affondato con due siluri. Tra l'equipaggio del sommergibile francese vi furono 21 vittime, e si registrarono 8 sopravvissuti, soccorsi dalla torpediniera Bourrasque.

### Annotazioni
1. ↑  Detta anche Classe Cloride amélioré (migliorata) progettata dall'ingegnere navale Julien Hutter.
2. ↑  Nato a Le Beausset (dipartimento del Var) il 28 giugno 1880, deceduto davanti a Biserta, a nord di Capo Bon, il 19 giugno 1917.

### Fonti
1. 1 2 3 4 5 6 7 8 9  Couhat 1974, p. 152.
2. 1 2 3 4 5 6 7 8 9  Gardiner, Gray 1985, p. 211.
3. 1 2 3  Forum pages.
4. 1 2  Navypedia.
5. ↑  U-boat.